# Săruri de rehidratare orală

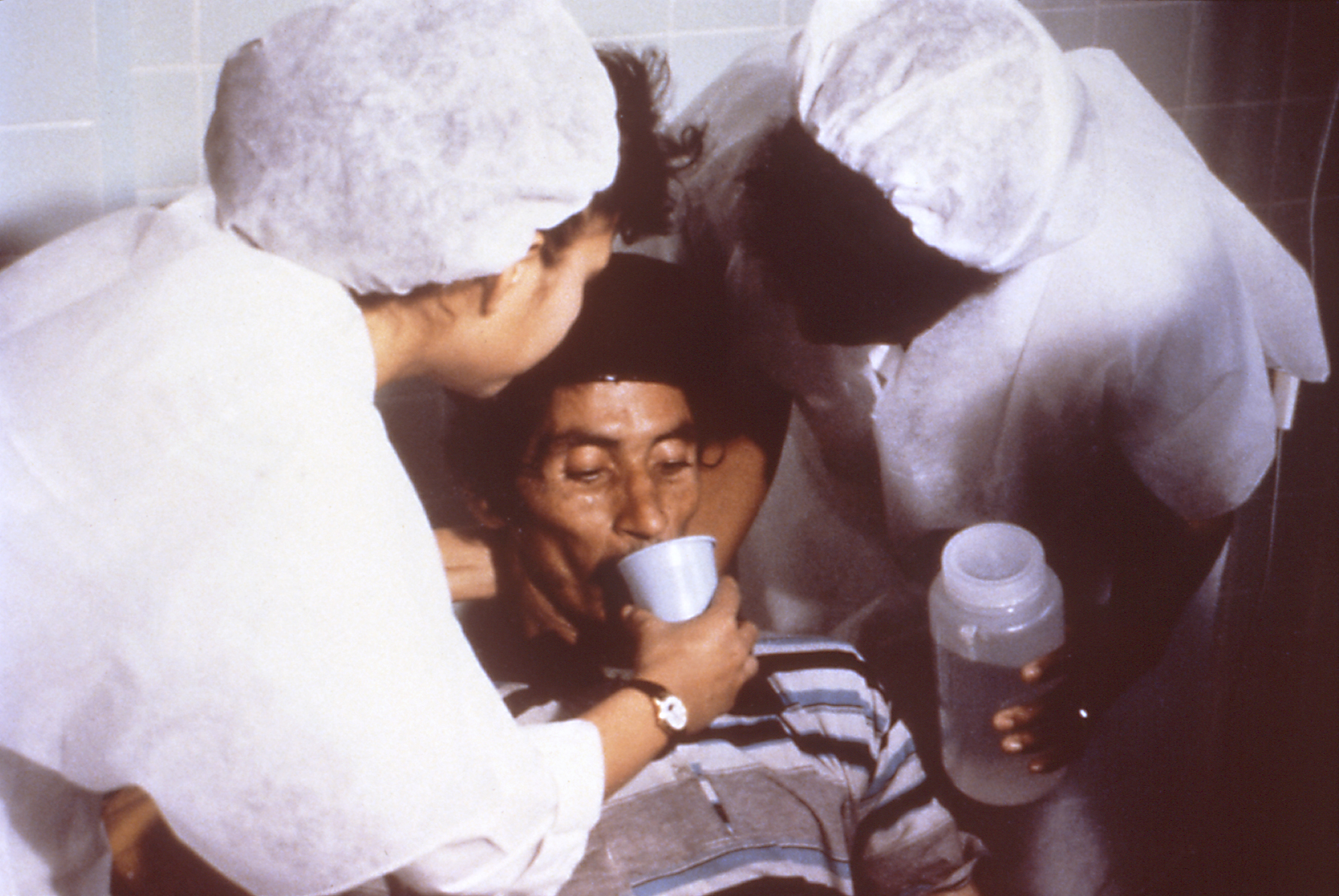
Un pacient bolnav de holeră bea săruri de rehidratare orală, în soluție

Sărurile de rehidratare orală sunt utilizate pentru a preveni deshidratarea, în special cea cauzată de diaree. În compoziția acestora se regăsește zahăr și diverse săruri, în general săruri de sodiu și de potasiu, și se administrează sub formă de soluție apoasă. Terapia de rehidratare orală se realizează în majoritatea cazurilor oral, dar se poate realiza și prin intermediul unei sonde nazogastrice. S-a estimat că utilizarea sărurilor de rehidratare orală scade riscul mortalității asociate diareei cu aproximativ 93%.
Organizația Mondială a Sănătății recomandă ca în compoziția acestor săruri de rehidratare să se regăsească clorură de sodiu, citrat de sodiu, clorură de potasiu și glucoză. Se află pe lista medicamentelor esențiale ale Organizației Mondiale a Sănătății.

## Utilizări medicale
Utilizarea terapiei de rehidratare orală prezintă un avantaj, și anume faptul că este mult mai puțin invazivă în comparație cu celelalte metode de rehidratare, precum este administrarea intravenoasă de fluide. Această terapie este de cele mai multe ori aplicată la copii, unde deshidratarea ușoară până la moderată este cel mai bine tratată cu săruri de rehidratare. Pacienții aflați sub tratament cu săruri de rehidratare orală ar trebui să consume alimente în șase ore și să revină la dieta normală în aproximativ 24-28 de ore.
Sărurile de rehidratare orală mai pot fi utilizate și în tratamentul deshidratării la pacienții cu arsuri, în spitalele în care resursele sunt limitate.